# Pierre-André de Gélas de Léberon
Pierre-André de Gélas de Léberon (mort en 1622 à Sainte-Livrade-sur-Lot), ecclésiastique, fut évêque de Valence et de Die de 1600 à 1622.

## Biographie
Pierre-André de Gélas de Léberon est le frère de Lysander de Gélas seigneur de La Salle-Léberon en Condomois et le neveu de son prédécesseur.
Il succède à son oncle comme évêque de Valence et de Die, abbé de la Valette  et prieur de église Sainte-Livrade de Sainte-Livrade-sur-Lot. Dès le 20 août 1603 il conclut un contrat avec le chapitre de chanoines de la cathédrale Saint-Apollinaire de Valence afin de pourvoir à la restauration de l'édifice. Fait Chevalier de l'ordre du roi en 1608, le jeune roi Louis XIII lui confirme en septembre 1610 les privilèges de ses prédécesseurs. Il assiste à l'Assemblée du clergé de 1610 et à celle de 1617. Il meurt dans son prieuré de Sainte-Livrade en 1622 et est enseveli au pied du grand autel. Avant sa mort il avait recommandé à son clergé comme successeur son neveu Charles-Jacques.